# Steganodexame anguillae
Steganodexame anguillae är en plattmaskart som beskrevs av John Muirhead Macfarlane 1951. Steganodexame anguillae ingår i släktet Steganodexame och familjen Allocreadiidae. Inga underarter finns listade i Catalogue of Life.